# バイロイト祝祭劇場
バイロイト祝祭劇場（独: Bayreuther Festspielhaus）は、ドイツのバイロイトにある全館が木造のオペラハウスである。リヒャルト・ワーグナーが自身の作品の上演を目的として計画、設計し、バイエルン王ルートヴィヒ2世の後援を得て1872年に着工、1876年に完成した。最初に上演された作品は『ニーベルングの指環』である。

## 概要
バイロイト祝祭劇場は、バイロイト中央駅を挟んで旧市街と反対の方角に位置し、閑静な住宅街の外れの丘の上に位置する。周囲は公園として整備され、芝生が静かな佇まいを見せる。
バイロイト祝祭劇場はワーグナーの楽劇理論の結集であり、その古代ギリシア演劇研究に大きく影響を受けている。プロセニアム・アーチによって客席と舞台が隔てられる点では従来のオペラハウスと同じであるが、観客を舞台に集中させるためにオーケストラピットを舞台下に設けた構造（「神秘の奈落」と呼ばれる）は他に類を見ない。
さらに観客席はギリシアの円形劇場を模した高いせり上がりに沿って配され、19世紀までは普通だった観客席や舞台袖の彫刻やシャンデリア、装飾的な椅子等を廃し、木造の観客席一面を黒く塗っている。椅子は詰め物のない硬い木製で、やはり黒に塗られている。これによって各客席を含めた全体が共鳴板として働き、しばしばヴァイオリンの胴に例えられる特異な音響空間を作り出している。

反面、オーケストラや指揮者からは客席が全く見えない。現在は映像機器により客席や舞台袖がモニター可能であるが、奏者からはしばしば演奏しにくいとの不満が出ているようである。

毎年7月末から8月末まで約1ヶ月にわたってバイロイト音楽祭が催され、『さまよえるオランダ人』以降のワーグナーの歌劇と楽劇が上演される。バイロイト音楽祭の切符の入手は一部の招待客などを除き、郵便での申込と抽選による。その人気は年々昂騰し、新規に入手するためには申し込み続けて普通数年はかかると言われる。
バイロイト音楽祭以外には使用されないが、秋から春の間は日に数度の見学ツアーが実施され、オーケストラピットや舞台などを見学できる。